# Omikron Centaurydy
omikron Centaurydy (OCE) – coroczny rój meteorów aktywny od 31 stycznia do 19 lutego. Jego radiant znajduje się w gwiazdozbiorze Centaura. Maksimum roju przypada na 11 lutego, jego aktywność jest określana jako niska, a obfitość roju wynosi 2 meteory/h. Prędkość w atmosferze meteorów tego roju to 51 km/s.
omikron Centaurydy są widoczne jedynie z półkuli południowej.